# Ганачуева, Саният Ганачуевна
Саният Ганачуевна Ганачуева (род. 7 марта 1977, с. Шиназ, Рутульский район, Дагестан, Россия) — первая российская чемпионка мира по вольной борьбе (1995), чемпионка России (1995), серебряная призёрка первенства Европы среди юниоров (1995), боролась в категориях до 50 и 53 кг, рутулка .

## Биография
Родилась в селе Шиназ (Дагестан) 7 марта 1977 года. В 1989 году начала заниматься вольной борьбой. В 1994 году окончила школу № 39 в Махачкале. Окончила Институт физической культуры ДГПУ.
На чемпионате мира по борьбе 1995 года, проходившем в Москве, российская женская сборная по вольной борьбе одержала первую командную победу и первой в России чемпионкой мира стала Саният Ганачуева (вес до 50 кг). Саният Ганачуева выиграла в поединке с Дживлой Перес (Венесуэла). На тот момент Саният было 18 лет, она стала самой молодой чемпионкой мира по борьбе среди женщин. До сегодняшнего дня, это единственный в истории раз, когда российская женская сборная по вольной борьбе выигрывала общекомандное первенство на чемпионате мира.
У Саният есть сестра Самира, которая также занималась вольной борьбой и дзюдо, занимала призовые места на чемпионатах. На чемпионате мира 1995 года — Самира заняла 5-е место.